# Sala Ślubów w Lwówku Śląskim

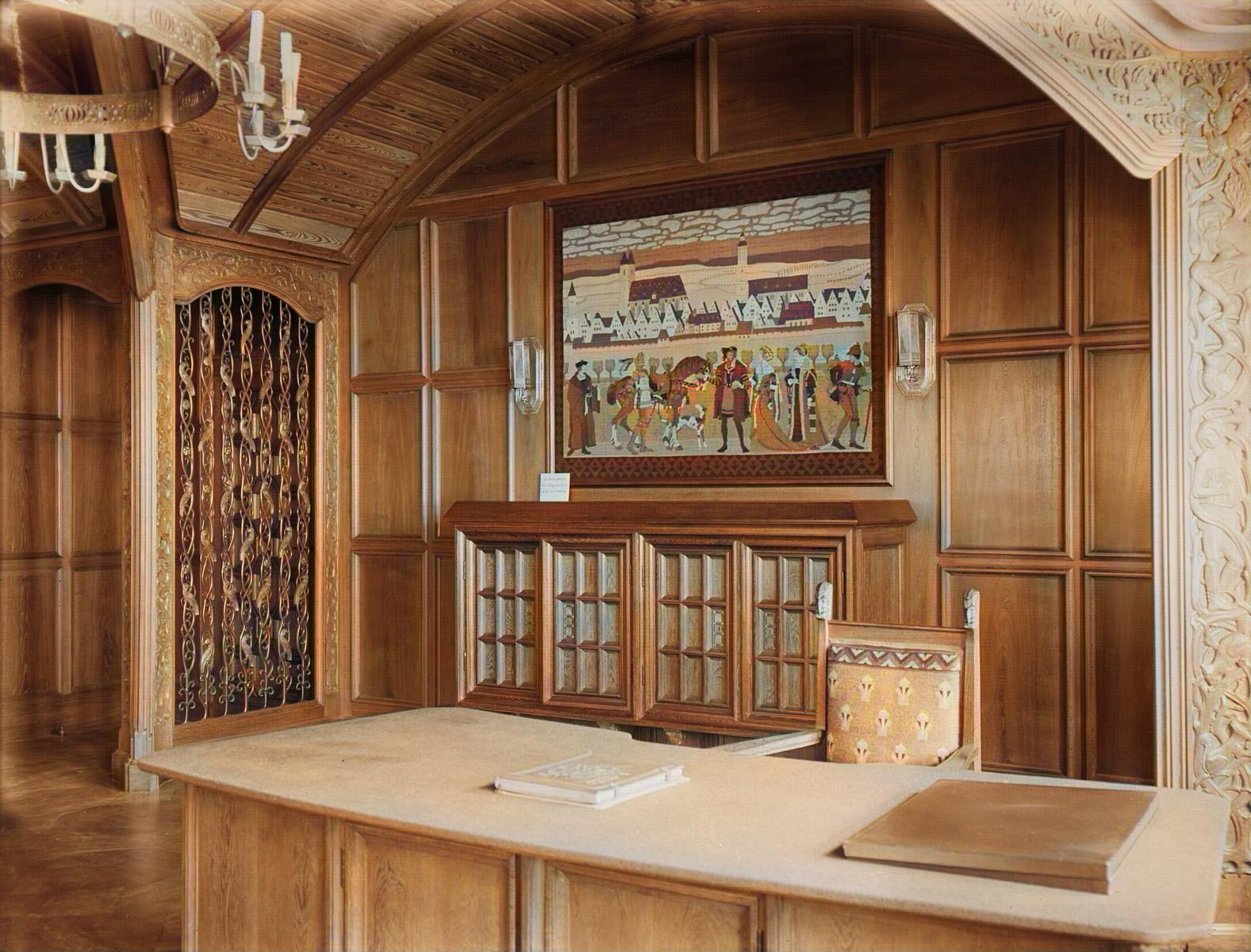
Ściana zachodnia z gobelinem

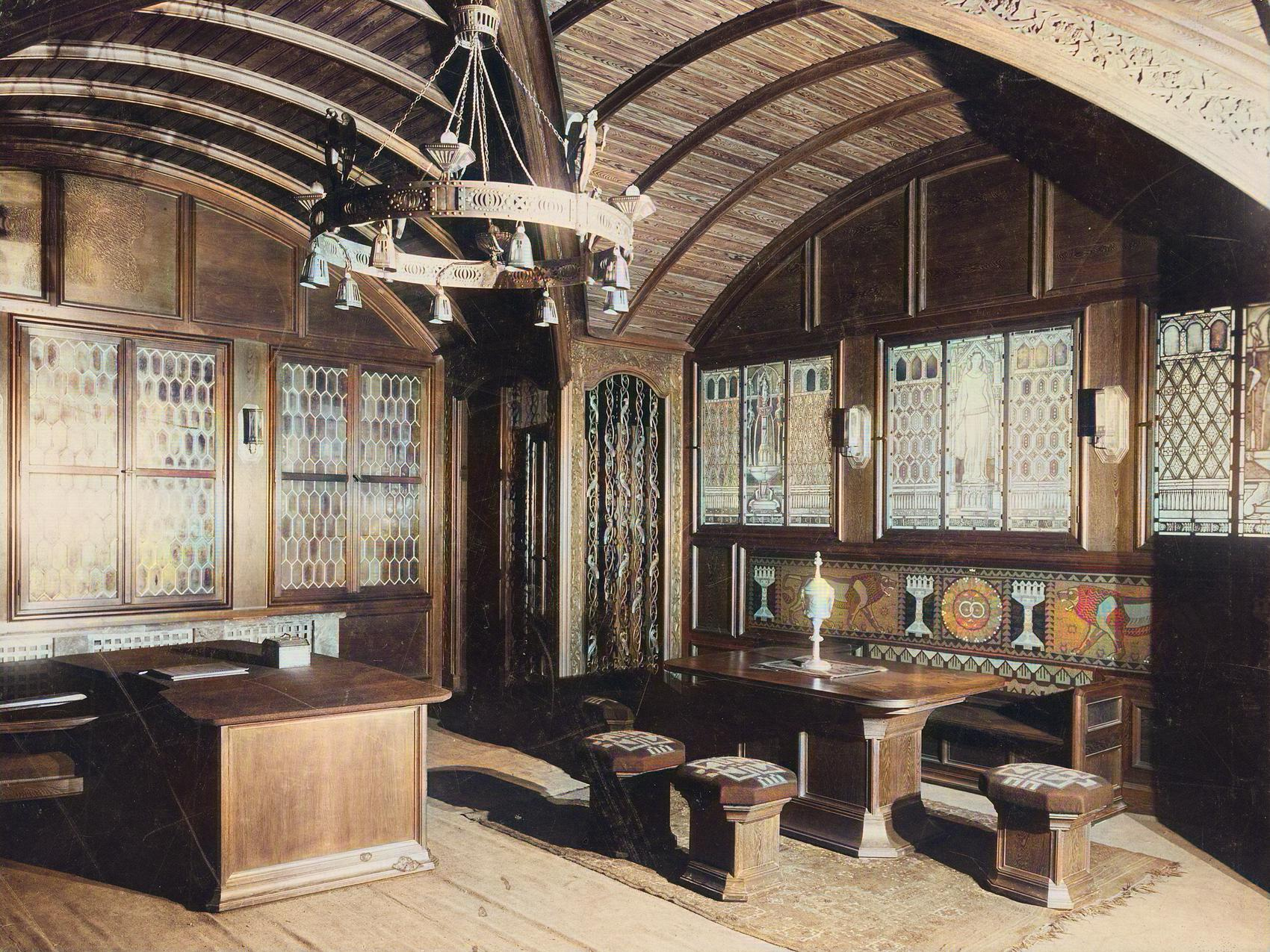
Ściany północna i wschodnia z witrażami

Sala Ślubów w Lwówku Śląskim – dawny, reprezentacyjny gabinet burmistrza (niem. Bürgermeisterzimmer) w północno-wschodnim narożniku ratusza w Lwówku Śląskim.

## Opis
Ostatni wielki remont z przebudową dokonano w latach 1902–1905. Wystrój Sali Ślubów jest dziełem zespołu pracowników i studentów Królewskiej Szkoły Sztuki i Rzemiosła we Wrocławiu, kierowanego przez architekta Hansa Poelziga. W ratuszowym hallu zamontowano wtedy płyty epitafijne, przeniesione z zespołu klasztornego lwóweckich franciszkanów.
Wejście do sali ślubów położone jest od południa. Pomieszczenie wyłożone ciemnym drewnem, jest różnorodnie wyposażone m.in. w rzeźbione meble i bogato ozdobione snycerskimi detalami. W narożnikach pomieszczenia znajdują się drewniane filary, do których przylegają metalowe, ornamentowe kraty podtrzymujące spływy łuków drewnianego pseudosklepienia. Filary pokryto dekoracyjnymi, symbolicznymi motywami zoomorficznymi, baśniowymi i matrymonialnymi. W mosiężnych i drewnianych kratach z motywem stylizowanych gałęzi uwieczniono ptaki, zwierzęta i wić roślinną – dębową, sosnową, róży oraz bluszczu. Dostrzec można również postacie z bajek i baśni braci Grimm: Czerwonego Kapturka, Kopciuszka, Kota w Butach, Flecistę z Hameln, Dyla Sowizdrzała, Siedem Kruków, Złotowłosą. Każdy narożnik nawiązuje do innej opowieści, a reliefy zachowały się właściwie w niezmienionym kształcie. Z sufitu zwisa dekoracyjny żyrandol, z czterema wizerunkami bóstw weselnych, trzymających pochodnie. W przedniej części sali, na ścianie replika zaginionej, przedwojennej (1908) tapiserii z XVI-wiecznym wyobrażeniem panoramy Lwówka Śląskiego autorstwa polskiej artystki Wandy Bibrowicz. Na gobelinie przedstawiono również rycerza z koniem i psem, dwie damy, wędrowca i czeladnika. Na lewo, tuż nad wejściem do Sali Ślubów, wisi mniejszy gobelin z herbem Lwówka Śląskiego. W północnej ścianie pomieszczenia umiejscowione są przezroczyste witraże w formie tryptyku, z czasów neogotyku, a na sąsiedniej, wschodniej ścianie znajdują się witraże z dominującymi żółto-zielonymi barwami. Pod witrażami wisi podłużny gobelin z roślinnym wieńcem, symbolizującym więź małżeńską. Po bokach wieńca stoją lwy – strażnicy i świadkowie zawartego tutaj związku.
Salę można zwiedzać w godzinach pracy Urzędu Stanu Cywilnego i jako zaproszony gość podczas ceremonii ślubnych. 3 lipca 2019 roku w sali ślubów przebywał prezydent Polski Andrzej Duda po uprzednio odbytym w rynku spotkaniu wyborczym z mieszkańcami miasta.